# Club Deportivo Elgoibar
Il Club Deportivo Elgoibar è una società calcistica con sede a Elgoibar, nei Paesi Baschi, in Spagna. 
Gioca nella Tercera División, la quarta serie del campionato spagnolo.
Fondato nel 1917, gioca le partite interne nell'Estadio Mintxeta, con capienza di 4.000 posti.

## Tornei nazionali
- 2ª División: 0 stagioni
- 2ª División B: 3 stagioni
- 3ª División: 25 stagioni

## Stagioni
| Stagione    | Categoria | Posizione |  |
| ----------- | --------- | --------- |  |
| dal 1929-30 | Regionali | —         |  |
| al 1953-54  | Regionali | —         |  |
| 1954/55     | 3ª        | 2°        |  |
| 1955/56     | 3ª        | 1°        |  |
| 1956/57     | 3ª        | 1°        |  |
| 1957/58     | 3ª        | 10°       |  |
| 1958/59     | 3ª        | 13°       |  |
| 1959/60     | 3ª        | 5°        |  |
| 1960/61     | 3ª        | 12°       |  |
| 1961/62     | 3ª        | 17°       |  |
| dal 1962-63 | Regionali | —         |  |
| al 1966-67  | Regionali | —         |  |
| 1967/68     | 3ª        | 13°       |  |
| dal 1968-69 | Regionali | —         |  |
| al 1984-85  | Regionali | —         |  |
| 1985/86     | 3ª        | 18°       |  |
| 1986/87     | Regionali | —         |  |
| 1987/88     | Regionali | —         |  |
| 1988/89     | Regionali | —         |  |
| 1989/90     | 3ª        | 6°        |  |

| Stagione    | Categoria | Posizione |  |
| ----------- | --------- | --------- |  |
| 1990/91     | 3ª        | 2°        |  |
| 1991/92     | 3ª        | 3°        |  |
| 1992/93     | 2ªB       | 19°       |  |
| 1993/94     | 3ª        | 5°        |  |
| 1994/95     | 3ª        | 8°        |  |
| 1995/96     | 3ª        | 4°        |  |
| 1996/97     | 3ª        | 2°        |  |
| 1997/98     | 2ªB       | 8°        |  |
| 1998/99     | 2ªB       | 20°       |  |
| 1999/00     | 3ª        | 18°       |  |
| dal 2000-01 | Regionali | —         |  |
| al 2003-04  | Regionali | —         |  |
| 2004/05     | 3ª        | 14°       |  |
| 2005/06     | 3ª        | 11°       |  |
| 2006/07     | 3ª        | 12°       |  |
| 2007/08     | 3ª        | 12°       |  |
| 2008/09     | 3ª        | 3°        |  |
| 2009/10     | 3ª        | 4°        |  |
| 2010/11     | 3ª        | 17°       |  |
| 2011/12     | 3ª        | -         |  |

## Palmarès

### Competizioni nazionali
- Tercera División: 2

1955-1956, 1956-1957

### Altri piazzamenti
- Tercera División:

Secondo posto: 1954-1955, 1990-1991, 1996-1997
Terzo posto: 1991-1992, 2008-2009